# Futbol'nyj Klub Dinamo Moskva 2009
Questa voce raccoglie le informazioni riguardanti la Dinamo Mosca nelle competizioni ufficiali della stagione 2009.

## Rosa
| N. |                       | Ruolo | Calciatore         |
| -- | --------------------- | ----- | ------------------ |
| 1  | Russia (bandiera)     | P     | Anton Šunin        |
| 4  | Polonia (bandiera)    | D     | Marcin Kowalczyk   |
| 5  | Montenegro (bandiera) | D     | Jovan Tanasijević  |
| 6  | Argentina (bandiera)  | D     | Leandro Fernández  |
| 7  | Russia (bandiera)     | C     | Kirill Kombarov    |
| 8  | Russia (bandiera)     | C     | Dmitrij Chochlov   |
| 9  | Russia (bandiera)     | C     | Dmitrij Kombarov   |
| 10 | Russia (bandiera)     | A     | Aleksandr Keržakov |
| 11 | Russia (bandiera)     | A     | Fëdor Smolov       |

| N. |                      | Ruolo | Calciatore        |
| -- | -------------------- | ----- | ----------------- |
| 13 | Russia (bandiera)    | D     | Vladimir Granat   |
| 15 | Russia (bandiera)    | D     | Aleksandr Dimidko |
| 16 | Bulgaria (bandiera)  | A     | Cvetan Genkov     |
| 20 | Romania (bandiera)   | C     | Adrian Ropotan    |
| 23 | Australia (bandiera) | D     | Luke Wilkshire    |
| 25 | Russia (bandiera)    | D     | Denis Kolodin     |
| 30 | Russia (bandiera)    | P     | Vladimir Gabulov  |
| 71 | Russia (bandiera)    | C     | Aleksandr Denisov |
| 99 | Russia (bandiera)    | A     | Aleksandr Kokorin |

## Risultati

### Prem'er-Liga
| Chimki 14 marzo 2009 1ª giornata | Dinamo Mosca | 1 – 0 referto | FK Mosca | Arena Chimki |

| Chimki 21 marzo 2009 2ª giornata | Dinamo Mosca | 3 – 2 referto | Chimki | Arena Chimki |

| Groznyj 4 aprile 2009 3ª giornata | Terek Groznyj | 1 – 0 referto | Dinamo Mosca | Stadio Sultan Bilimkhanov |

| Chimki 11 aprile 2009 4ª giornata | Dinamo Mosca | 1 – 0 referto | Rostov | Arena Chimki |

| Kazan' 19 aprile 2009 5ª giornata | Rubin | 3 – 0 referto | Dinamo Mosca | Stadio Centrale di Kazan' |

| Chimki 25 aprile 2009 6ª giornata | Dinamo Mosca | 0 – 1 referto | Kryl'ja Sovetov Samara | Arena Chimki |

| Mosca 2 maggio 2009 7ª giornata | Spartak Mosca | 0 – 2 referto | Dinamo Mosca | Stadio Lužniki |

| Chimki 10 maggio 2009 8ª giornata | Dinamo Mosca | 1 – 2 referto | CSKA Mosca | Arena Chimki |

| Ramenskoe 17 maggio 2009 9ª giornata | Saturn | 0 – 0 referto | Dinamo Mosca | Saturn Stadium |

| Chimki 24 maggio 2009 10ª giornata | Dinamo Mosca | 1 – 0 referto | Zenit San Pietroburgo | Arena Chimki |

| Tomsk 30 maggio 2009 11ª giornata | Tom' Tomsk | 2 – 3 referto | Dinamo Mosca | Trud Stadium |

| Chimki 13 giugno 2009 12ª giornata | Dinamo Mosca | 1 – 1 referto | Kuban' | Arena Chimki |

| Perm' 11 luglio 2009 13ª giornata | Amkar Perm' | 3 – 1 referto | Dinamo Mosca | Stadio Zvezda |

| Chimki 18 luglio 2009 14ª giornata | Dinamo Mosca | 2 – 1 referto | Spartak-Nal'čik | Arena Chimki |

| Mosca 25 luglio 2009 15ª giornata | Lokomotiv Mosca | 1 – 1 referto | Dinamo Mosca | Stadio Lokomotiv |

| Chimki 2 agosto 2009 16ª giornata | Chimki | 0 – 2 referto | Dinamo Mosca | Arena Chimki |

| Chimki 9 agosto 2009 17ª giornata | Dinamo Mosca | 0 – 1 referto | Terek Groznyj | Arena Chimki |

| Rostov sul Don 16 agosto 2009 18ª giornata | Rostov | 0 – 1 referto | Dinamo Mosca | Stadio Olimp-2 |

| Chimki 23 agosto 2009 19ª giornata | Dinamo Mosca | 0 – 3 referto | Rubin | Arena Chimki |

| Samara 30 agosto 2009 20ª giornata | Kryl'ja Sovetov Samara | 3 – 1 referto | Dinamo Mosca | Stadio Metallurg (Samara) |

| Chimki 13 settembre 2009 21ª giornata | Dinamo Mosca | 1 – 1 referto | Spartak Mosca | Arena Chimki |

| Mosca 20 settembre 2009 22ª giornata | CSKA Mosca | 3 – 0 referto | Dinamo Mosca | Stadio Lužniki |

| Chimki 26 settembre 2009 23ª giornata | Dinamo Mosca | 1 – 0 referto | Saturn | Arena Chimki |

| San Pietroburgo 4 ottobre 2009 24ª giornata | Zenit San Pietroburgo | 2 – 1 referto | Dinamo Mosca | Stadio Petrovskij |

| Chimki 17 ottobre 2009 25ª giornata | Dinamo Mosca | 0 – 1 referto | Tom' Tomsk | Arena Chimki |

| Krasnodar 25 ottobre 2009 26ª giornata | Kuban' | 1 – 1 referto | Dinamo Mosca | Stadio Kuban' |

| Chimki 31 ottobre 2009 27ª giornata | Dinamo Mosca | 0 – 0 referto | Amkar Perm' | Arena Chimki |

| Nal'čik 8 novembre 2009 28ª giornata | Spartak-Nal'čik | 2 – 4 referto | Dinamo Mosca | Respublikanskij stadion Spartak |

| Chimki 21 novembre 2009 29ª giornata | Dinamo Mosca | 0 – 2 referto | Lokomotiv Mosca | Arena Chimki |

| Mosca 29 novembre 2009 30ª giornata | FK Mosca | 1 – 2 referto | Dinamo Mosca | Stadio Ėduard Strel'cov |

### Coppa di Russia
| Astrachan' 15 luglio 2009 | Volgar'-Gazprom-2 | 2 – 0 referto | Dinamo Mosca | Stadio Centrale di Kazan' |